# Haka od Oʻahua
Poglavica Haka (havajski Aliʻi Haka; 14. stoljeće) bio je kralj havajskog otoka Oʻahua (drevni Havaji). Spomenut je u drevnim pojanjima i legendama.

## Životopis
Haka je rođen na otoku Oʻahuu u 14. stoljeću.
Njegov je otac bio kralj Oʻahua Kapaealakona, sin kralja Lakone, te je bio član dinastije Maweke (havajski Hale o Maweke).
Majka Hake je bila kraljica Wehina od Oʻahua. Njezini su roditelji danas nepoznati.
Haka je oženio Kapunawahine (wahine = "žena"). Njihov je sin bio poglavica Kapiko-a-Haka, čija je supruga bila poglavarica Ulakiokalani.
Ovo su djeca Ulakiokalani i Kapika, tri kćeri:
- Ka’auiokalani od Oʻahua
- Kaʻulala od Oʻahua
- Kamili od Oʻahua

Haka je svog oca naslijedio, a sam je bio naslijeđen od poglavice zvanog Maʻilikākahi.